# Catalina Silva
Pour les articles homonymes, voir Silva.
Catalina Silva, née en 2000, est une militante climatique chilienne.

## Biographie
Catalina Silva est originaire de Villa O'Higgins, dans la région d'Aysén,. Son père est géographe et guide touristique et sa mère enseignante de maternelle.
À l'âge de 8 ans, elle commence à montrer de l'intérêt pour les sciences. Alors qu'elle est collégienne, elle étudie les grenouilles et présente un rapport devant le Congrès chilien annuel d'amphibiens et de reptiles. Par ailleurs, elle réalise la première étude de microalgues dans le lac O'Higgins.
En 2007, elle rejoint le mouvement Patagonie sans barrage (es), au sein duquel elle s'oppose à la construction de centrales hydroeléctriques.
À la fin de son scolarité basique, elle déménage à Coyhaique pour continuer ses études,. Là, elle fait partie de la Coordinatrice d'Étudiants d'Aysén.
Depuis 2018, elle participe au Concausa, une initiative de l'Unicef, la Cepal et América Solidaria, qui cherche à diffuser des propositions d'innovation sociale développées par des jeunes du continent américain,. Elle présente un programme appelé Conciencia sin pobreza (Conscience sans pauvreté), qui cherche à aider des enfants en contexte de pauvreté via des activités scientifiques.
À 18 ans, elle est acceptée au camp scientifique Bayer Kimlu.
Après avoir participé à la COP25 en 2019, elle cofonde l'initiative « 1000 Actions pour un Changement », qui réunit des jeunes d'Amérique latine et des Caraïbes avec pour objectif d'atténuer les impacts de la crise environnementale dans la région,.
Elle étudie la biologie environnementale à l'Université du Chili,.

## Reconnaissance
En 2021, elle est choisie comme une des Bacanas Sub 30 de 2021 par l'organisation Mujeres Bacanas .
Elle est nommée comme une des 100 Jeunes Leaders 2021 par le quotidien El Mercurio et l'Université Adolfo Ibáñez, initiative qui visibilise des jeunes du Chili qui, avant 35 ans, ont contribué à améliorer et avoir un impact positif sur les problématiques les plus importantes pour le pays.